# Козловское сельское поселение (Мордовия)
Козловское се́льское поселе́ние — муниципальное образование в Атяшевском районе Мордовии Российской Федерации.
Административный центр — село Козловка.

## История
Статус и границы сельского поселения установлены Законом Республики Мордовия от 28 декабря 2004 года № 116-З «Об установлении границ муниципальных образований Атяшевского муниципального района, Атяшевского муниципального района и наделении их статусом сельского поселения, городского поселения и муниципального района».
В 2014 году в Козловское сельское поселение были включены все населённых пункты упразднённого Наборно-Сыресевского сельского поселения (сельсовета).
В 2019 году в Козловское сельское поселение были включены все населённых пункты четырёх упразднённых сельских поселений (сельсоветов): Андреевского, Вежне-Чукальского, Каменского и Покровского.

## Население
| 2002 | 2010 | 2012 | 2013  | 2014  | 2015 | 2016 |
| ---- | ---- | ---- | ----- | ----- | ---- | ---- |
| 835  | ↘667 | ↘649 | ↘631  | ↘609  | ↗799 | ↘777 |
| 2017 | 2018 | 2019 | 2020  | 2021  |      |      |
| ↘746 | ↘697 | ↘672 | ↗1604 | ↗1814 |      |      |

## Состав сельского поселения
| №  | Населённый пункт | Тип населённого пункта | Население |
| -- | ---------------- | ---------------------- | --------- |
| 1  | Козловка         | село                   | ↘413      |
| 2  | Наборные Сыреси  | село                   | ↘207      |
| 3  | Пилесево         | село                   | ↘209      |
| 4  | Санеевка         | деревня                | ↘43       |
| 5  | Федоровка        | деревня                | →2        |
| 6  | Чукалы-на-Нуе    | деревня                | ↘50       |
| 7  | Андреевка        | село                   | ↘253      |
| 8  | Лига             | посёлок                | ↘6        |
| 9  | Михайловка       | деревня                | ↘19       |
| 10 | Низовка          | село                   | ↘215      |
| 11 | Чукалы-на-Вежне  | село                   | ↘188      |
| 12 | Елхи             | деревня                | ↘52       |
| 13 | Каменка          | село                   | ↘253      |
| 14 | Керамсурка       | село                   | ↘55       |
| 15 | Знаменское       | село                   | ↘72       |
| 16 | Покровское       | село                   | ↘107      |
| 17 | Старое Баево     | деревня                | ↘82       |